# Vinca herbacea
Vinca herbacea là một loài thực vật có hoa trong họ La bố ma. Loài này được Waldst. & Kit. miêu tả khoa học đầu tiên năm 1799.

## Hình ảnh

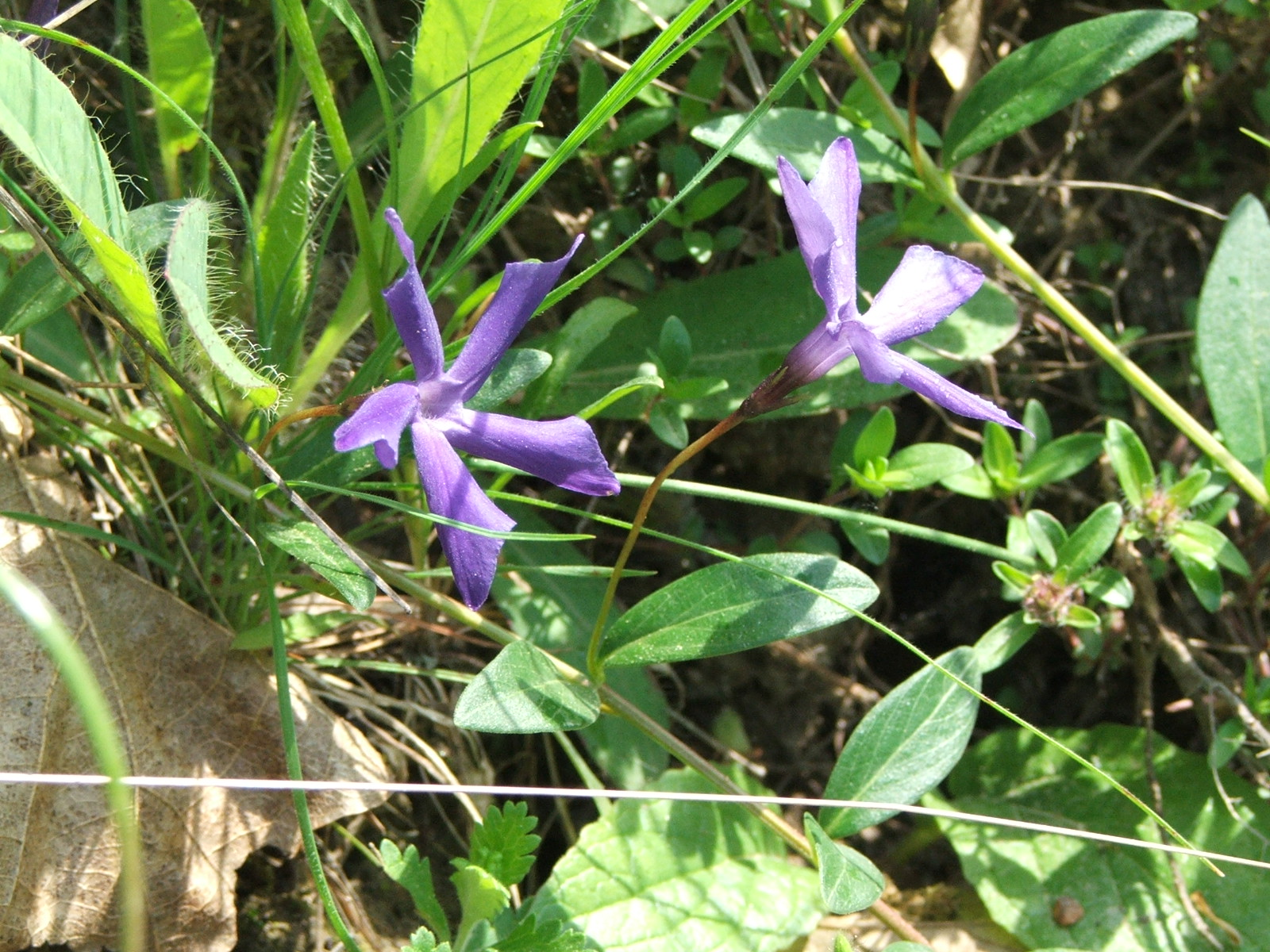
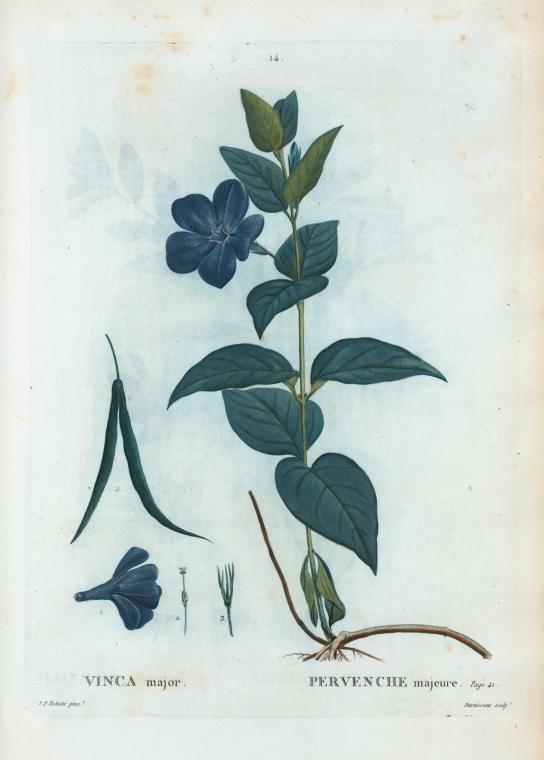
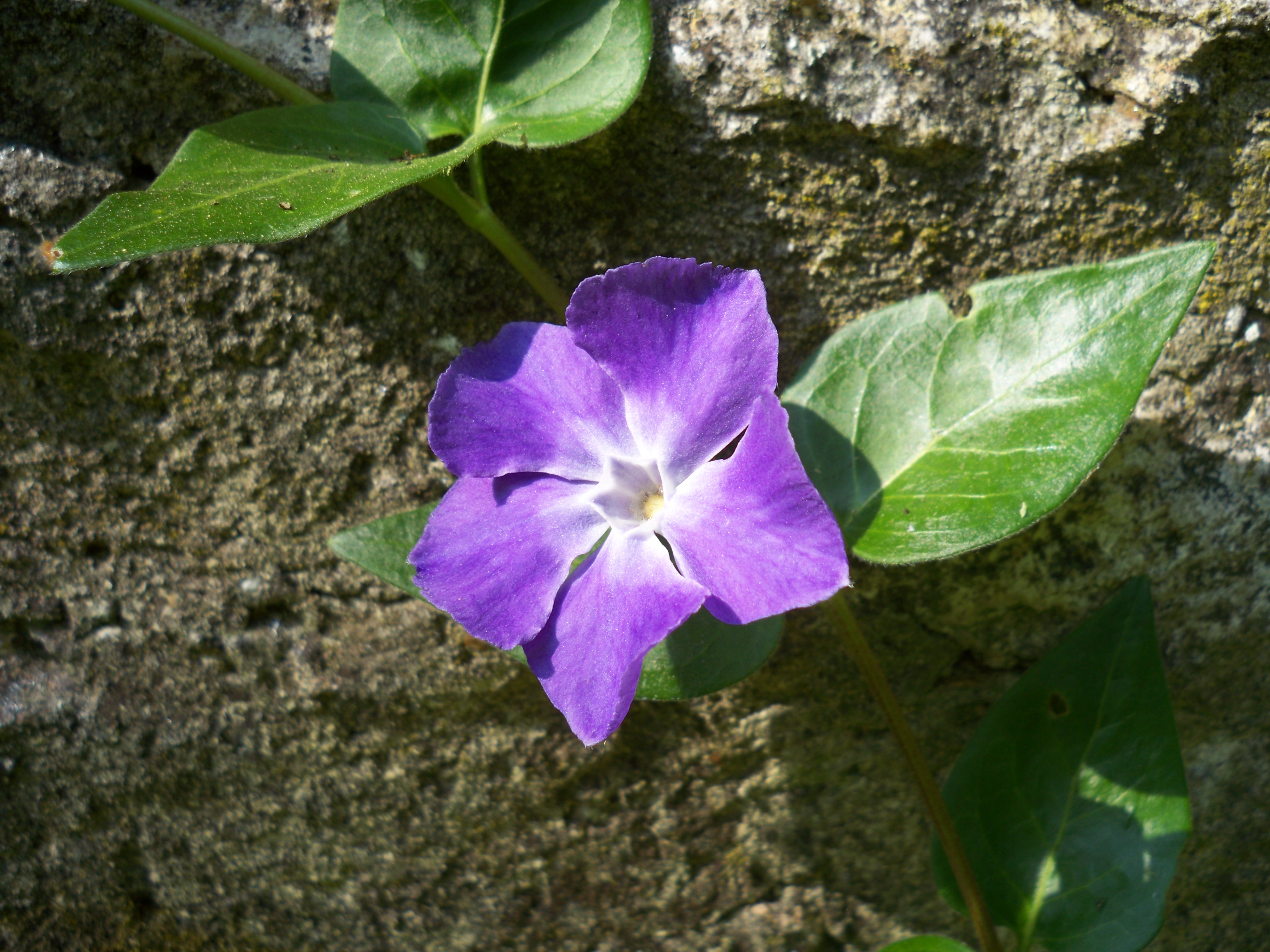
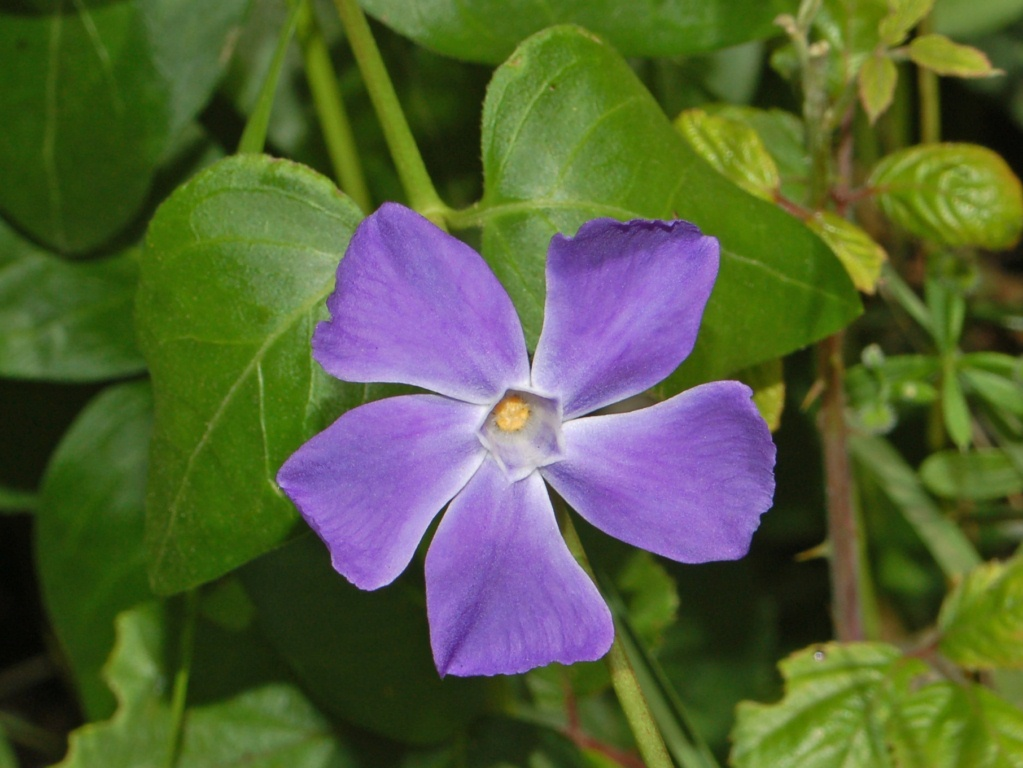